# Тудела, Мариан
Мариан Делеон Герреро Тудела (англ. Marian Deleon Guerrero Tudela, род. ок. 1945) — политик Северных Марианских островов, занимавшая пост мэра Сайпана, столицы Содружества, с июня 2014 года по январь 2015 года. Она была назначена мэром Сайпана губернатором Илоем Иносом, чтобы заполнить оставшийся срок полномочий мэра Дональда Флореса после его смерти при исполнении служебных обязанностей. Тудела — первая женщина-мэр Сайпана, а также первая женщина, занявшая пост мэра любого муниципалитета Северных Марианских островов в истории.

## Биография
Прежде чем заняться политикой, Тудела работала в офисе Медицинской справочной программы Содружества Северных Марианских островов в Гонолулу, Гавайи.
В 2009 году Тудела была кандидатом на пост мэра Сайпана от ныне несуществующей партии «Ковенант». В многолюдной гонке, в которой участвовали восемь кандидатов, Тудела проиграла кандидату в мэры от республиканцев Дональду Флоресу 7 ноября 2009 года. Флорес выиграл выборы, набрав 2392 голоса, а Тудела заняла второе место с 1620 голосами.
2 июня 2014 года действующий мэр Сайпана Дональд Флорес, тогда ещё находившийся на втором сроке, скончался при исполнении служебных обязанностей в результате инсульта. Губернатор Илой Инос назначил Туделу исполняющим обязанности мэра Сайпана 3 июня 2014 года на оставшийся срок полномочий Флореса, который истекает в январе 2015 года. Рамон Б. Камачо, председатель муниципального совета Сайпана и Северных островов, исполнял обязанности мэра до тех пор, пока Тудела не вернулась из Аризоны, чтобы принять присягу. На момент назначения Тудела жила в Аризоне, чтобы заботиться о своей правнучке. Инос назвал причиной назначения её второе место на выборах мэра 2009 года. Она пообещала сохранить весь персонал Флореса в течение своего срока.
Вернувшись с материковой части Соединённых Штатов, Мариан Тудела была приведена к присяге 8 июня 2014 года губернатором Илоем Иносом во время церемонии на курорте Coral Ocean Point Resort. Она стала первой женщиной-мэром Сайпана, а также первой женщиной-мэром любого муниципалитета Северных Марианских островов в истории.
Тудела отказалась баллотироваться на полный срок на выборах мэра в том же, 2014 году. Её сменил республиканец Дэвид М. Апатанг, инаугурация которого состоялась 12 января 2015 года.
В марте 2018 года Тудела вновь выдвинула кандидатуру на пост мэра Сайпана, намереваясь бросить вызов действующему мэру Апатангу. Однако позже она вышла из кампании и поддержала Рамона Бласа «РБ» Камачо на пост мэра Сайпана. Мэр Дэвид М. Апатанг был переизбран на второй срок в ноябре 2018 года.